# Kongeriget Etrurien
|  | Ikke at forveksle med Etrurien, som eksisterede før Kristi fødsel. |
Kongeriget Etrurien (Regno di Etruria) var et kortlivet kongerige, oprettet i 1801 og nedlagt 1807. Tidligere havde området været benævnt Storhertugdømmet Toscana, men efter Napoleons sejre i Italien overdrog han, ifølge Aranjuez-traktaten, landet til den afsatte hertug af Parma som kompensation for hans tab. Den daværende storhertug af Toscana fik til gengæld det sekulariserede Fyrstærkebispedømmet Salzburg.
Landets første konge, Ludvig 1. af Etrurien, døde allerede i 1803, hvorefter hans søn, Ludvig 2., arvede tronen. Da han ikke var myndig regerede hans mor, Maria Luisa, for ham. I 1807 annekterede Napoleon landet som departement i Det Franske Imperium og det ophørte med at eksistere.
Efter Napoleons nederlag i 1814 genoprettedes Storhertugdømmet Toscana. En lille del af dette blev til Hertugdømmet Lucca, som blev tildelt Maria Luisa og arvet af hendes søn, den sidste konge af Etrurien.
42°13′40″N 11°50′20″Ø / 42.227871°N 11.838912°Ø